# Чиньче
Чиньче (пол. Czyńcze, нім. Zinschen) — село в Польщі, у гміні Каліново Елцького повіту Вармінсько-Мазурського воєводства.
Населення — 55 осіб (2011).
У 1975-1998 роках село належало до Сувальського воєводства.

## Демографія
Демографічна структура станом на 31 березня 2011 року:
|          | Загалом | Допрацездатний вік | Працездатний вік | Постпрацездатний вік |
| -------- | ------- | ------------------ | ---------------- | -------------------- |
| Чоловіки | 31      | 13                 | 16               | 2                    |
| Жінки    | 24      | 7                  | 13               | 4                    |
| Разом    | 55      | 20                 | 29               | 6                    |